# Mihail Petrovics Aljosin
Mihail Petrovics Aljosin (oroszul: Михаил Петрович Алёшин; Moszkva, 1987. május 22. –) orosz autóversenyző.

## Pályafutása
Aljosin a legtöbb autóversenyzőhöz hasonlóan gokartozással kezdte pályafutását, 1996-ban. 2000-ig gokartozott, azóta különféle együléses sorozatokban versenyez. 2007. április 14-én ő lett az első orosz autóversenyző, aki rangosabb együléses versenyt nyert, ekkor Monzában végzett az élen. Ugyanebben az évben egyébként elindult a GP2-ben is, egy versenyen helyettesítette a sérült Michael Ammermüllert.
2009-ben a Formula–2-ben versenyezett, ahol első szezonjában egy futamgyőzelmet szerzett, és a harmadik helyen zárta az évet.

## Eredményei

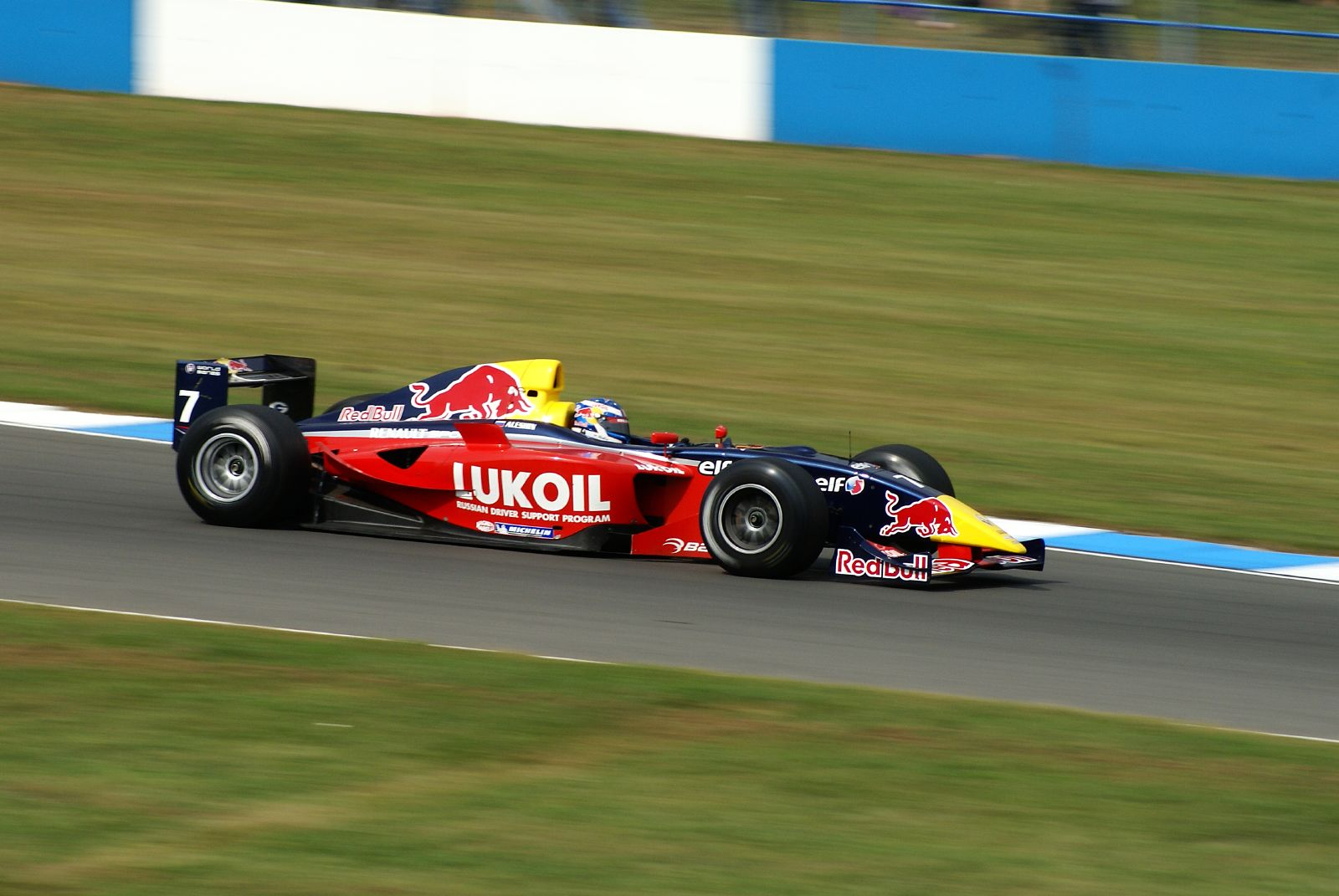
Aljesin a Donington Parkban 2007-ben.

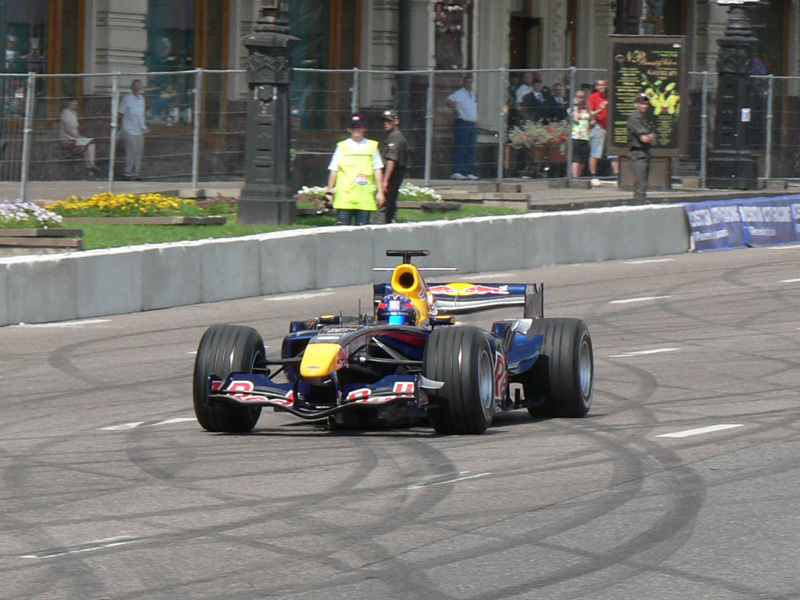
Aljesin egy moszkvai bemutatón.

### Karrier összefoglaló
| Év   | Bajnokság                          | Csapat             | Versenyek | Győzelem | Pole | Dobogó | Pont | Helyezés |
| ---- | ---------------------------------- | ------------------ | --------- | -------- | ---- | ------ | ---- | -------- |
| 2003 | Német Formula Renault 2000         | JD Motorsport      | 14        | 0        | 0    | 0      | 99   | 12       |
| 2003 | Formula Renault 2000               | JD Motorsport      | 8         | 0        | 0    | 0      | 0    | —        |
| 2004 | Német Formula Renault 2000 Germany | Lukoil Racing Team | 14        | 0        | 2    | 3      | 185  | 5        |
| 2004 | Formula Renault 2000 Európa-kupa   | Lukoil Racing Team | 16        | 0        | 0    | 0      | 26   | 17       |
| 2005 | Formula Renault 2.0 Európa-kupa    | Lukoil Racing Team | 10        | 0        | 0    | 0      | 3    | 30       |
| 2005 | Német Formula Renault 2.0          | Lukoil Racing Team | 16        | 1        | 1    | 7      | 274  | 2        |
| 2005 | A1 Grand Prix                      | A1 Team Russia     | 2         | 0        | 0    | 0      | 0    | —        |
| 2006 | World Series by Renault            | Carlin Motorsport  | 17        | 0        | 1    | 1      | 41   | 11       |
| 2007 | World Series by Renault            | Carlin Motorsport  | 16        | 1        | 1    | 1      | 44   | 13       |
| 2007 | GP2                                | ART Grand Prix     | 2         | 0        | 0    | 0      | 3    | 25       |
| 2008 | World Series by Renault            | Carlin Motorsport  | 17        | 0        | 0    | 3      | 73   | 5        |
| 2009 | Formula–2                          | MotorSport Vision  | 16        | 1        | 1    | 5      | 59   | 3        |

### Teljes A1 Grand Prix-eredménylistája
(Táblázat értelmezése)

(Félkövér: pole-pozícióból indult; dőlt: leggyorsabb kört futott) 

| Év      | Csapat         | 1       | 2       | 3       | 4       | 5          | 6          | 7       | 8       | 9       | 10      | 11      | 12      | 13      | 14      | 15      | 16      | 17      | 18      | 19      | 20      | 21      | 22      | Helyezés | Pont |
| ------- | -------------- | ------- | ------- | ------- | ------- | ---------- | ---------- | ------- | ------- | ------- | ------- | ------- | ------- | ------- | ------- | ------- | ------- | ------- | ------- | ------- | ------- | ------- | ------- | -------- | ---- |
| 2005–06 | A1 Team Russia | GBR SPR | GBR FEA | GER SPR | GER FEA | POR SPR 15 | POR FEA 17 | AUS SPR | AUS FEA | MYS SPR | MYS FEA | UAE SPR | UAE FEA | RSA SPR | RSA FEA | IDN SPR | IDN FEA | MEX SPR | MEX FEA | USA SPR | USA FEA | CHN SPR | CHN FEA | 25.      | 0    |

### Teljes GP2-eredménylistája
(Táblázat értelmezése)

(Félkövér: pole-pozícióból indult; dőlt: leggyorsabb kört futott) 

| Év   | Csapat         | 1          | 2          | 3          | 4          | 5       | 6       | 7       | 8       | 9       | 10      | 11      | 12      | 13         | 14         | 15         | 16         | 17      | 18      | 19      | 20        | 21         | Helyezés | Pont |
| ---- | -------------- | ---------- | ---------- | ---------- | ---------- | ------- | ------- | ------- | ------- | ------- | ------- | ------- | ------- | ---------- | ---------- | ---------- | ---------- | ------- | ------- | ------- | --------- | ---------- | -------- | ---- |
| 2007 | ART Grand Prix | BHR FEA    | BHR SPR    | ESP FEA 6  | ESP SPR Ki | MON FEA | FRA FEA | FRA SPR | GBR FEA | GBR SPR | EUR FEA | EUR SPR | HUN FEA | HUN SPR    | TUR FEA    | TUR SPR    | ITA FEA    | ITA SPR | BEL FEA | BEL SPR | VAL FEA 9 | VAL SPR 20 | 25.      | 3    |
| 2011 | Carlin         | TUR FEA Ni | TUR SPR Ni | ESP FEA 16 | ESP SPR 18 | MON FEA | MON SPR | VAL FEA | VAL SPR | GBR FEA | GBR SPR | GER FEA | GER SPR | HUN FEA 15 | HUN SPR 15 | BEL FEA Ki | BEL SPR Ki | ITA FEA | ITA SPR |         |           |            | 32.      | 0    |

### Teljes Formula Renault 3.5 Series eredménylistája
(Táblázat értelmezése)

(Félkövér: pole-pozícióból indult; dőlt: leggyorsabb kört futott) 

| Év   | Csapat        | 1        | 2        | 3        | 4        | 5        | 6        | 7        | 8        | 9        | 10        | 11        | 12       | 13       | 14        | 15       | 16       | 17       | Helyezés | Pont |
| ---- | ------------- | -------- | -------- | -------- | -------- | -------- | -------- | -------- | -------- | -------- | --------- | --------- | -------- | -------- | --------- | -------- | -------- | -------- | -------- | ---- |
| 2006 | Carlin        | ZOL 1 13 | ZOL 2 Ki | MON 1 15 | IST 1 23 | IST 2    | MIS 1 7  | MIS 2 16 | SPA 1 Ki | SPA 2 6  | NÜR 1 3   | NÜR 2 21  | DON 1 7  | DON 2 9  | LMS 1 19  | LMS 2 Ki | CAT 1 8  | CAT 2 13 | 12.      | 41   |
| 2007 | Carlin        | MNZ 1    | MNZ 2 19 | NÜR 1 Ki | NÜR 2 15 | MON 1 7  | HUN 1 9  | HUN 2 20 | SPA 1 Ki | SPA 2 7  | DON 1 9   | DON 2 Ki  | MAG 1 Ki | MAG 2 10 | EST 1 Ki  | EST 2 14 | CAT 1 5  | CAT 2 13 | 12.      | 44   |
| 2008 | Carlin        | MNZ 1 5  | MNZ 2 5  | SPA 1 5  | SPA 2 3  | MON 1 6  | SIL 1 Ki | SIL 2 18 | HUN 1 9  | HUN 2 15 | NÜR 1 3   | NÜR 2 Ni  | LMS 1 6  | LMS 2 4  | EST 1 9   | EST 2 23 | CAT 1 2  | CAT 2 14 | 5.       | 73   |
| 2010 | Carlin        | ALC 1    | ALC 2 11 | SPA 1    | SPA 2 4  | MON 1 2  | BRN 1 Ki | BRN 2 9  | MAG 1    | MAG 2 4  | HUN 1 2   | HUN 2 3   | HOC 1 5  | HOC 2 4  | SIL 1 6   | SIL 2 11 | CAT 1 2  | CAT 2 3  | 1.       | 138  |
| 2011 | KMP Racing    | ALC 1    | ALC 2    | SPA 1    | SPA 2    | MNZ 1    | MNZ 2    | MON 1    | NÜR 1    | NÜR 2    | HUN 1 11  | HUN 2 8   | SIL 1    | SIL 2    | LEC 1     | LEC 2    | CAT 1    | CAT 2    | 28.      | 4    |
| 2012 | Team RFR      | ALC 1 Ki | ALC 2 11 | MON 1 8  | SPA 1 4  | SPA 2 Ki | NÜR 1 13 | NÜR 2 6  | MSC 1 14 | MSC 2 9  | SIL 1 11† | SIL 2 17† | HUN 1 Ki | HUN 2 19 | LEC 1 12  | LEC 2 17 | CAT 1 9  | CAT 2    | 13.      | 46   |
| 2013 | Tech 1 Racing | MNZ 1 15 | MNZ 2 14 | ALC 1 10 | ALC 2 11 | MON 1 8  | SPA 1 14 | SPA 2 Ki | MSC 1 16 | MSC 2 5  | RBR 1 Ki  | RBR 2 18  | HUN 1 5  | HUN 2 13 | LEC 1 17† | LEC 2 6  | CAT 1 Ki | CAT 2 14 | 12.      | 33   |

† A versenyt nem fejezte be, de helyezését értékelték, mert a versenytáv több, mint 90%-át teljesítette.

### Teljes Formula–2-es eredménylistája
(Táblázat értelmezése)

(Félkövér: pole-pozícióból indult; dőlt: leggyorsabb kört futott) 

| Év   | 1       | 2       | 3       | 4        | 5        | 6       | 7        | 8       | 9       | 10      | 11      | 12      | 13      | 14       | 15      | 16      | Helyezés | Pont |
| ---- | ------- | ------- | ------- | -------- | -------- | ------- | -------- | ------- | ------- | ------- | ------- | ------- | ------- | -------- | ------- | ------- | -------- | ---- |
| 2009 | VAL 1 4 | VAL 2 6 | BRN 1 2 | BRN 2 Ki | SPA 1 18 | SPA 2 8 | BRH 1 10 | BRH 2 3 | DON 1 2 | DON 2 7 | OSC 1 5 | OSC 2 1 | IMO 1 7 | IMO 2 Ki | CAT 1 2 | CAT 2 7 | 3.       | 59   |

† A versenyt nem fejezte be, de helyezését értékelték, mert a versenytáv több, mint 90%-át teljesítette.

### Daytonai 24 órás autóverseny
| Év   | Csapat         | Csapattárs                                                | Autó        | Kategória | Kör | Összetett Helyezés | Kategória Helyezés |
| ---- | -------------- | --------------------------------------------------------- | ----------- | --------- | --- | ------------------ | ------------------ |
| 2014 | SMP/ESM Racing | Boris Rotenberg Szergej Zlobin Mika Salo Maurizio Mediani | Ferrari 458 | GTD       | 662 | 21.                | 4.                 |

### Teljes IndyCar Series eredménysorozata
| Év   | Csapat                       | 1      | 2      | 3      | 4      | 5       | 6       | 7      | 8      | 9      | 10     | 11     | 12     | 13     | 14     | 15     | 16     | 17    | 18     | Helyezés | Pont |
| ---- | ---------------------------- | ------ | ------ | ------ | ------ | ------- | ------- | ------ | ------ | ------ | ------ | ------ | ------ | ------ | ------ | ------ | ------ | ----- | ------ | -------- | ---- |
| 2014 | Schmidt Peterson Motorsports | STP 12 | LBH 6  | ALA 22 | IMS 25 | INDY 21 | DET 17  | DET 7  | TXS 7  | HOU 23 | HOU 2  | POC 7  | IOW 21 | TOR 11 | TOR 23 | MDO 14 | MIL 8  | SNM 7 | FON Ni | 16.      | 372  |
| 2015 | Schmidt Peterson Motorsports | STP    | NLA    | LBH    | ALA    | IMS     | INDY    | DET    | DET    | TXS    | TOR    | FON    | MIL    | IOW    | MDO    | POC    | SNM 10 |       |        | 33.      | 40   |
| 2016 | Schmidt Peterson Motorsports | STP 5  | PHX 17 | LBH 16 | ALA 17 | IMS 13  | INDY 27 | DET 15 | DET 17 | RDA 16 | IOW 5  | TOR 6  | MDO 17 | POC 2  | TXS 16 | WGL 22 | SNM 11 |       |        | 15.      | 347  |
| 2017 | Schmidt Peterson Motorsports | STP 14 | LBH 12 | ALA 10 | PHX 17 | IMS 18  | INDY 13 | DET 6  | DET 16 | TXS 15 | ROA 10 | IOW 21 | TOR    | MDO 14 | POC    | GTW    | WGL    | SNM   |        | 19.      | 237  |

#### Indianapolis 500
| Év   | Kasztni | Motor | Rajthely | Helyezés | Csapat                                |
| ---- | ------- | ----- | -------- | -------- | ------------------------------------- |
| 2014 | Dallara | Honda | 15       | 21       | Schmidt Peterson Hamilton Motorsports |
| 2016 | Dallara | Honda | 7        | 27       | Schmidt Peterson Motorsports          |
| 2017 | Dallara | Honda | 13       | 13       | Schmidt Peterson Motorsports          |

### Teljes Európai Le Mans sorozat eredménylistája
(Táblázat értelmezése)

(Félkövér: pole-pozícióból indult; dőlt: leggyorsabb kört futott) 

| Év   | Csapat     | Osztály | Kasztni             | Motor                  | 1     | 2     | 3     | 4     | 5     | Helyezés | Pont |
| ---- | ---------- | ------- | ------------------- | ---------------------- | ----- | ----- | ----- | ----- | ----- | -------- | ---- |
| 2015 | AF Corse   | LMP2    | Oreca 03            | Nissan VK45DE 4.5 L V8 | SIL 8 |       |       |       |       | 5.       | 56   |
| 2015 | SMP Racing | LMP2    | BR Engineering BR01 | Nissan VK45DE 4.5 L V8 |       | IMO 8 | RBR 3 |       |       | 5.       | 56   |
| 2015 | AF Racing  | LMP2    | BR Engineering BR01 | Nissan VK45DE 4.5 L V8 |       |       |       | LEC 2 | EST 3 | 5.       | 56   |

* A szezon jelenleg is zajlik.
† A versenyt nem fejezte be, de helyezését értékelték, mert a versenytáv több, mint 90%-át teljesítette.

### Le Mans-i 24 órás autóverseny
| Év   | Csapat     | Csapattárs                         | Autó                       | Kategória | Kör | Összetett Helyezés | Kategória Helyezés |
| ---- | ---------- | ---------------------------------- | -------------------------- | --------- | --- | ------------------ | ------------------ |
| 2015 | SMP Racing | Kirill Ladygin Anton Ladygin       | BR Engineering BR01-Nissan | LMP2      | 322 | 33.                | 13.                |
| 2016 | SMP Racing | Nicolas Minassian Maurizio Mediani | BR Engineering BR01-Nissan | LMP2      | 347 | 11.                | 7.                 |
| 2017 | SMP Racing | Szergej Szirotkin Viktor Shaytar   | Dallara P217-Gibson        | LMP2      | 330 | 33.                | 16.                |
| 2018 | SMP Racing | Vitalij Petrov Jenson Button       | BR Engineering BR1-AER     | LMP1      | 315 | Kiesett            | Kiesett            |
| 2019 | SMP Racing | Vitalij Petrov Stoffel Vandoorne   | BR Engineering BR1-AER     | LMP1      | 379 | 3.                 | 3.                 |

### Teljes FIA World Endurance Championship eredménysorozata
(Táblázat értelmezése)

(Félkövér: pole-pozícióból indult; dőlt: leggyorsabb kört futott) 

| Év      | Csapat     | Osztály | Kasztni             | Motor                   | 1     | 2      | 3      | 4     | 5     | 6     | 7     | 8     | 9     | Helyezés | Pont |
| ------- | ---------- | ------- | ------------------- | ----------------------- | ----- | ------ | ------ | ----- | ----- | ----- | ----- | ----- | ----- | -------- | ---- |
| 2016    | SMP Racing | LMP2    | BR Engineering BR01 | Nissan VK45DE 4.5 L V8  | SIL   | SPA    | LMS 5  | NÜR   | MEX   | COA   | FUJ 8 | SHA 6 | BHR 9 | 16.      | 34   |
| 2018–19 | SMP Racing | LMP1    | BR Engineering BR1  | AER P60B 2.4 L Turbo V6 | SPA 5 | LMS Ki | SIL Ki | FUJ 4 | SHA 3 | SEB 3 | SPA 3 | LMS 3 |       | 4.       | 94   |

* A szezon jelenleg is zajlik.

## Külső hivatkozások
- Hivatalos honlapja
- Driver Database - adatbázis